# 马尔康铁角蕨
马尔康铁角蕨（学名：Asplenium barkamense）为铁角蕨科铁角蕨属下的一个种。主要分布在中国四川西北部（马尔康）。生林下石上，海拔 3 100米。

## 扩展阅读
- 維基物種上的相關：马尔康铁角蕨